# Созерцание (Кафка)
Созерцание (нем. Betrachtung) — сборник из 18 коротких рассказов Франца Кафки, написанных в период с 1904 по 1912 год. Сборник является первым опубликованным произведением автора.
Восемь рассказов из сборника первоначально были напечатаны в журнале «Гиперион». После положительных отзывов критиков Кафка решился на публикацию сборника. Тираж книги составил 800 экземпляров, из которых продано было всего лишь 258. В связи с этим Кафка отказался публиковать свои другие произведения, и только в 1917 году, не без помощи своего лучшего друга Макса Брода, новый сборник рассказов «Сельский врач» смог увидеть свет.
Впервые на русский язык рассказы из сборника «Созерцание» были переведены в 1965 году Ревеккой Гальпериной, Ириной Татариновой и Владимиром Эрлем.

## Содержание
- Дети на дороге (нем. Kinder auf der Landstrasse, 1913)
- Разоблачённый проходимец (нем. Entlarvung eines Bauernfängers, 1913)
- Внезапная прогулка (нем. Der plötzliche Spaziergang, 1913)
- Решения (нем. Entschlüsse, 1913)
- Прогулка в горы (нем. Der Ausflug ins Gebirge, 1913)
- Горе холостяка (нем. Das Unglück des Junggesellen, 1913)
- Купец (нем. Der Kaufmann, 1908)
- Рассеянно глядя в окно (нем. Zerstreutes Hinausschaun, 1908)
- Дорога домой (нем. Der Nachhauseweg, 1908)
- Пробегающие мимо (нем. Die Vorüberlaufenden, 1908)
- Пассажир (нем. Der Fahrgast, 1908)
- Платья (нем. Kleider, 1908)
- Отказ (нем. Die Abweisung, 1908)
- Наездникам к размышлению (нем. Zum Nachdenken für Herrenreiter, 1913)
- Окно на улицу (нем. Das Gassenfenster, 1913)
- Желание стать индейцем (нем. Wunsch, Indianer zu werden, 1913)
- Деревья (нем. Die Bäume, 1908)
- Тоскa (нем. Unglücklichsein, 1913)